# Фисенково
Фисенково (на руски: Фисенково) е село в Кантемировски район на Воронежка област на Русия.
Административен център на селището от селски тип Фисенковское.

## География

### Улици
- ул. Советская,
- ул. Юбилейная.

## История
Фисенково възниква през 1760-те години. Първият заселник е на име Фесенков, изселник от село Тали. През 1896 г. във Фисенково е открито училище за 66 ученика. През 1900 г. има 135 къщи и 409 жители.
През 2010 г. във Фисенково живеят 246 души.

## Население
| 2010 |
| ---- |
| 246  |